# ماليخوس الأول
مالك الأول كان أحد ملوك مملكة الأنباط، حكم من 59 إلى 30 قبل الميلاد.
قد يكون مالك ابن عمّ محتمل لهيرودس الأول في المملكة الهيرودية. عندما هرب هيرودس من يهودا في العام 40 قبل الميلاد حتى لا يسجنه الحاكم الحشموني أنتيجونوس الحشموني - الذي سبق أن سجن أخيه فاسيل - فإنه سافر في البداية إلى بلاط مالك. ومع ذلك فقد رفض مالك مساعدته حيث كان الملك النبطي متحالفًا سياسيًا مع الإمبراطورية الفرثية التي كانت تنظر إلى هيرودس كحاكم عميل في الجمهورية الرومانية المنافسة. وبسبب هذا، قرر هيرودس اللجوء إلى الإسكندرية في بلاط كليوباترا السابعة في مصر البطلمية.
في النهاية دخل مالك في نزاع مع كليوباترا السابعة بعد أن منحها عشيقها عضو مجلس الحكم الثلاثي الثاني الروماني مارك أنطونيو أراضٍ نبطية في خليج العقبة على طول البحر الأحمر، والتي كانت تستخدم منذ فترة طويلة كمنطلق للغارات النبطية على الأراضي البطلمية. وبعد صراع مرير مفتوح بين مالك الأول وكليوباترا السابعة، زُعم أنه أذكته أفعالها العدوانية، فشل مالك الأول، إلى جانب هيرودس، في الظهور ودعم أنطوني وكليوباترا خلال معركة أكتيوم المصيرية في العام 31 قبل الميلاد، والتي انتصر فيها منافسهما أوكتافيان.

## ملوك الأنباط
| الترتيب | الحـــاكــم   | فترة الحكم      |
| ------- | ------------- | --------------- |
| 1       | حارثة الأول   | 169 ق.م-120 ق.م |
| 2       | حارثة الثاني  | 120 ق.م-95 ق.م  |
| 3       | عبادة الأول   | 95 ق.م-88 ق.م   |
| 4       | رب إيل الأول  | 88 ق.م-87 ق.م   |
| 5       | حارثة الثالث  | 87 ق.م-62 ق.م   |
| 6       | عبادة الثاني  | 62 ق.م-59 ق.م   |
| 7       | مالك الأول    | 59 ق.م-30 ق.م   |
| 8       | عبادة الثالث  | 30 ق.م-9 ق.م    |
| 9       | حارثة الرابع  | 9 ق.م-40        |
| 10      | مالك الثاني   | 40-70           |
| 11      | رب إيل الثاني | 70-106          |